# Der Fluch der Fliege
Der Fluch der Fliege (Originaltitel: Curse of the Fly) ist ein britischer Horrorfilm aus dem Jahr 1965 und die Fortsetzung des Films Die Rückkehr der Fliege von Edward Bernds, der auf der Kurzgeschichte Die Fliege von George Langelaan basiert. Regie führte Don Sharp.

## Handlung
Martin Delambre fährt eines Nachts nach Montreal, als er ein junges Mädchen namens Patricia Stanley in Unterwäsche laufen sieht. Sie verlieben sich und heiraten zeitnah. Beide umgeben jedoch Geheimnisse. Sie ist kürzlich aus einer Irrenanstalt geflohen; er und sein Vater Henri führen radikale Teleportationsexperimente durch, die in der Vergangenheit schreckliche Folgen hatten. Martin besitzt auch rezessive Fliegengene, die dazu führen, dass er schnell altert und ein Serum benötigt, um jung zu bleiben.
In einem weitläufigen Herrenhaus im ländlichen Quebec haben Martin und Henri erfolgreich Menschen zwischen Quebec und London teleportiert. Frühere Misserfolge führten jedoch zu schrecklich entstellten und wahnsinnig gewordenen Opfern, die in den Ställen eingesperrt sind. Martins erste Frau ist eine von ihnen, ebenso wie Samuels und Dale, zwei Männer, die als Assistenten der Delambres gearbeitet hatten. Martins Bruder Albert ist in der Londoner Empfangsstation stationiert, möchte aber das Teleportationsprojekt beenden und der Besessenheit entkommen, die seinen Großvater, seinen Vater und seinen Bruder getrieben hat.
Die Polizei und die Leiterin der Anstalt verfolgen Patricia bis zum Delambre-Anwesen, wo sie erfahren, dass sie Martin geheiratet hat, aber es wird bald festgestellt, dass er eine frühere Frau hatte, von der er sich nicht scheiden ließ. Inspektor Charas, der Andre Delambre untersucht hatte und jetzt ein alter Mann im Krankenhaus ist, erzählt Inspektor Ronet von der Familie Delambre und ihren Experimenten.
Als die Polizei näher kommt, trifft eine Mischung aus Schwielen und Wahnsinn die Delambres, und sie beschließen, ihre Arbeit aufzugeben und die Beweise für ihr Versagen zu beseitigen. Sie unterwerfen und teleportieren Samuels und Dale, aber nach der Wiedereingliederung in London verschmelzen die beiden Männer zu einer einzigen sich windenden Masse. Albert ist entsetzt über den Anblick und tötet das Objekt mit einer Axt, wodurch die Teleportationsausrüstung zerstört wird. Tai und Wan, ein chinesisches Ehepaar, das den Delambres geholfen hatte, hatten genug und verließen das Anwesen in Quebec.
Henri überzeugt Martin, dass sie die bewusstlose Patricia nach London schicken und dann folgen müssen, um der Polizei zu entkommen. Martin widersetzt sich, weil er befürchtet, dass sie verletzt werden könnte, und Henri meldet sich freiwillig, zuerst zu gehen. Martin schickt Henri nach London, ohne zu wissen, dass Albert die Reintegrationsausrüstung zerstört hat. Henri materialisiert nicht und ist verloren. Als Albert merkt, was passiert ist, verlässt er schluchzend das Labor und wird nicht wieder gesehen.
Inspektor Ronet kommt auf dem Anwesen an und an Tai und Wan vorbei, als sie wegfahren. Patricia erwacht in der Teleportationskammer, entkommt jedoch, bevor die Übertragungssequenz abgeschlossen ist. Martin verfolgt sie, beginnt aber wieder zu altern. Ohne sein Serum stirbt er schnell und liegt ausgestreckt auf dem Vordersitz seines Autos. Bald darauf findet Ronet ihn auf ein Skelett reduziert und eskortiert die stark erschütterte Patricia zurück ins Haus.

## Produktion
Der Film war Teil einer Reihe von Filmen, die Robert L. Lippert in England drehte, um die „Eady Levy“ auszunutzen, eine Steuervergünstigung für die Britische Filmindustrie. Er arbeitete für Der Fluch der Fliege mit einem britischen Produzenten, Jack Parsons, zusammen, der zuvor bereits Witchcraft (1964) mit Regisseur Don Sharp für Lippert gemacht hatte.
Obwohl es sich um eine Fortsetzung von Die Fliege und Die Rückkehr der Fliege handelt, entspricht die für Der Fluch der Fliege verwendete Hintergrundgeschichte nicht der Kontinuität der ersten beiden Filme. Die Erzählung baut jedoch auf Elementen und Charakteren aus diesen Filmen auf.

## Weblink
- Der Fluch der Fliege bei IMDb